# Euterpe precatoria
Euterpe precatoria är en enhjärtbladig växtart som beskrevs av Carl Friedrich Philipp von Martius. Euterpe precatoria ingår i släktet Euterpe och familjen Arecaceae.

## Underarter
Arten delas in i följande underarter:
- E. p. longivaginata
- E. p. precatoria

## Bildgalleri

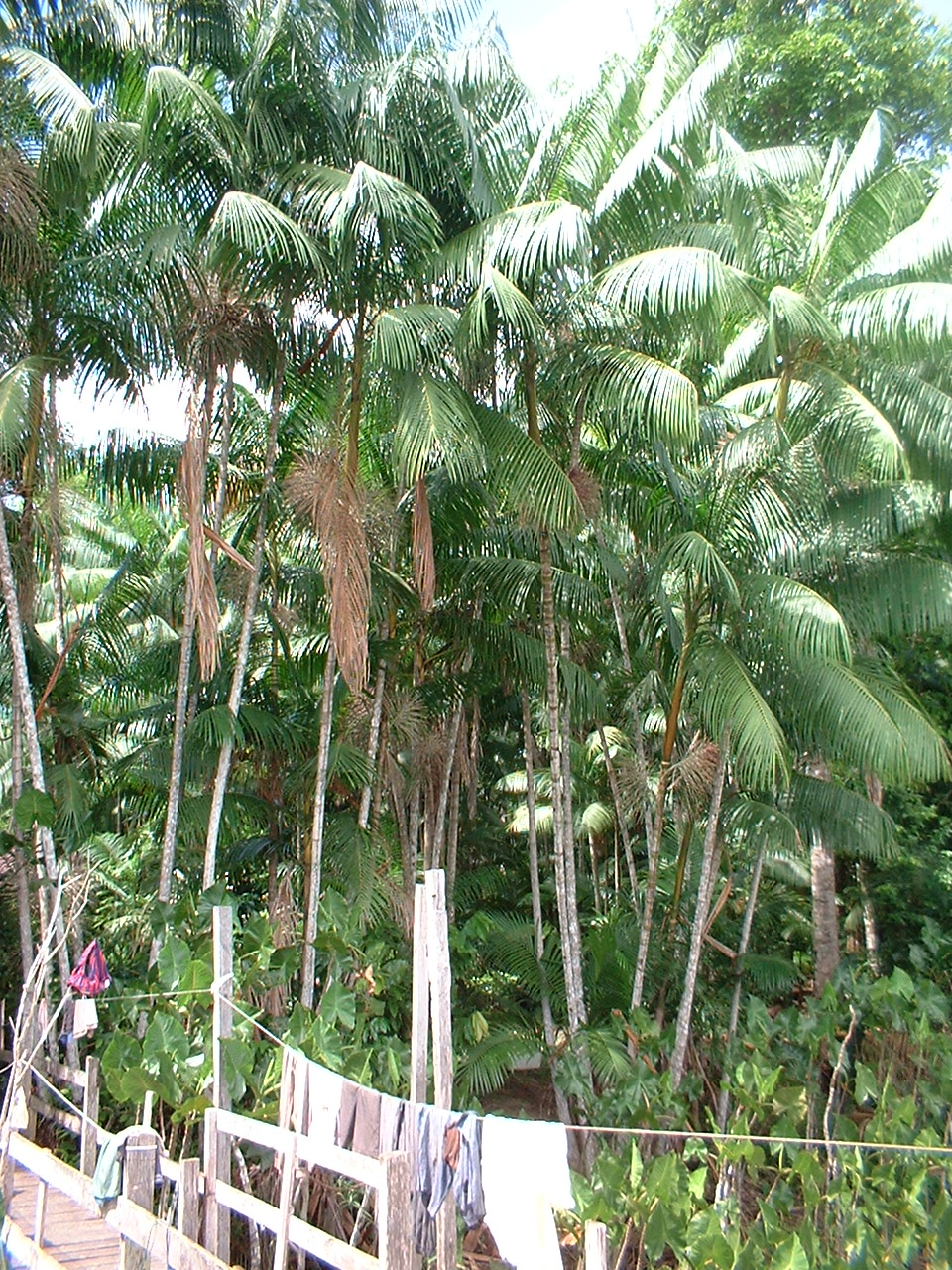
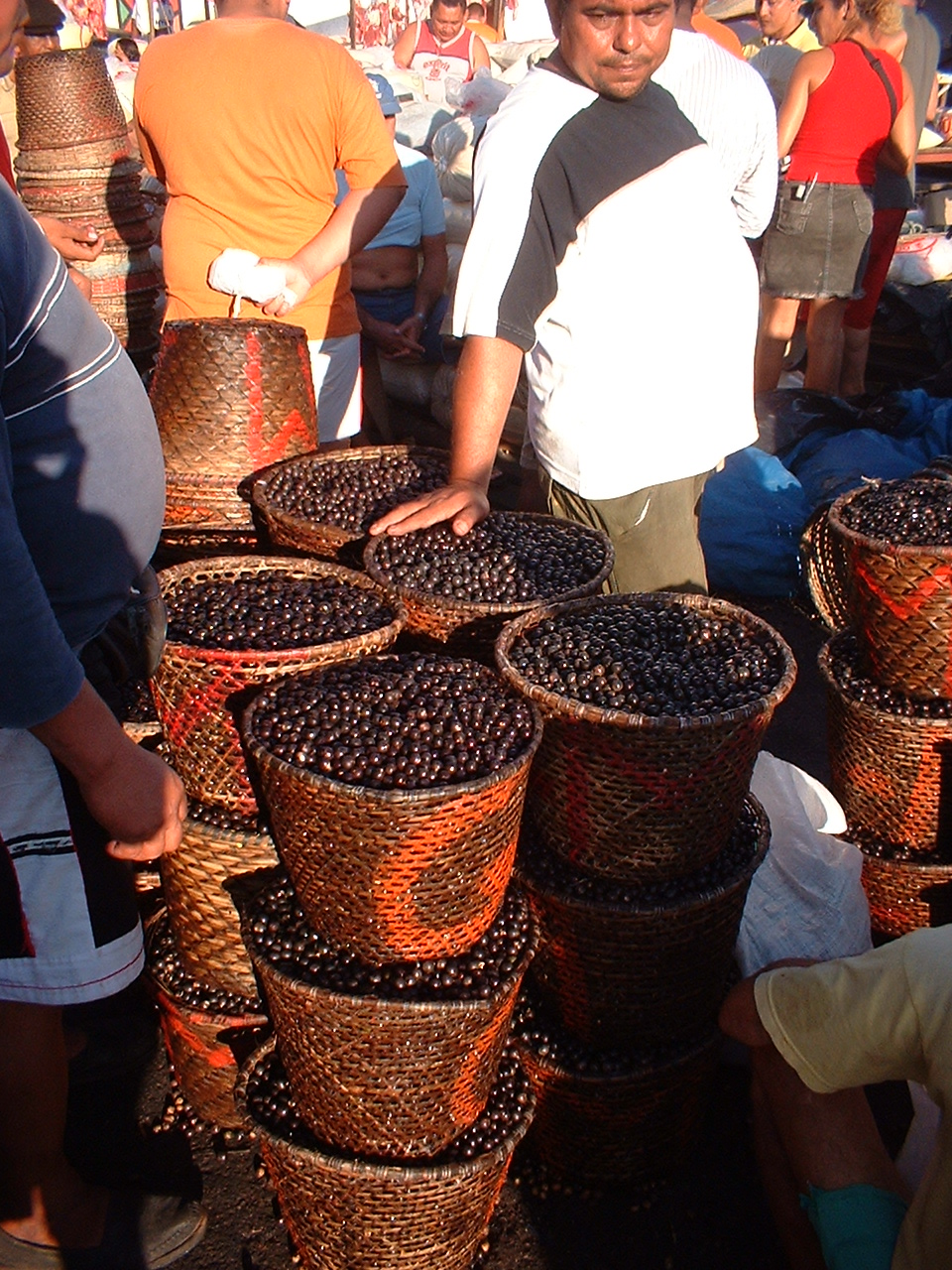